# 가메가와역
가메가와역(일본어: 亀川駅)은 일본 오이타현 벳푸시에 있는, 규슈 여객철도 닛포 본선의 역이다. 이 역으로 오이타 방면에 돌아오는 보통 열차가 설정되어 있어, 일부의 특급 열차가 정차한다.

## 역 구조
단식 승강장 1면 1선과 섬식 승강장 1면 2선, 합계 2면 3선의 플랫폼을 가지는 지상역이 되고 있다. 외에 유치선이 설치되고 있다. 이 유치선은 섬식 승강장의 3번선 쪽에 설치되고 있어, 이 역 발착 열차 (주로 보통열차)의 유치 이외에, 벳푸역 발착 열차 (주로 특급 열차)중, 때의 긴 열차의 유치에도 사용되었다. 역사는 노후화가 더해, 장벽 제거의 관점부터 선상 역사로 개축되었다. 개찰구는 2층에 마련되어 있다. 구·역사는 1911년 축의 대형 목조 역사였다.
규슈 교통기획이 역 업무를 수행하는 업무위탁역으로, 발권 창구가 설치되어 있다. 2012년 이후로 IC카드 SUGOCA를 이 역에서 도입 예정이다.

## 이용 현황
1일 평균 승차 인원은 2,972명이다. (2005년도)

## 역 주변
- 가메가와 온천
- 벳푸 미조베 학원 단기 대학
- 리쓰메이칸 아시아 태평양 대학
- 국립병원기구 벳푸의료센터
- 벳푸 시청 가메가와 출장소
- 국도 제10호선
- 벳푸 경륜장

## 역사
- 1911년 7월 16일 : 철도원이 개업.
- 1987년 4월 1일 : 일본국유철도 분할 민영화에 의해 규슈 여객철도로 승계.
- 2010년 7월 10일 : 신 역사 공용 개시.

## 인접 역
| 닛포 본선                | 닛포 본선   | 닛포 본선                      |
| ------------------------ | ----------- | ------------------------------ |
| 분고토요오카 고쿠라 방면 | ■ 닛포 본선 | 벳푸다이가쿠 가고시마추오 방면 |